# Gondemaria
Gondemaria é uma povoação portuguesa do Município de Ourém que foi sede da extinta Freguesia de Gondemaria, freguesia que tinha 7,79 km² de área e 1 175 habitantes (2011), e, por isso, uma densidade populacional de 150,8 hab/km².
A Freguesia de Gondemaria foi extinta em 2013, no âmbito de uma reforma administrativa nacional, tendo sido agregada à Freguesia de Olival para formar uma nova freguesia denominada União das Freguesias de Gondemaria e Olival..

## População
| População da freguesia de Gondemaria | População da freguesia de Gondemaria | População da freguesia de Gondemaria | População da freguesia de Gondemaria | População da freguesia de Gondemaria | População da freguesia de Gondemaria | População da freguesia de Gondemaria | População da freguesia de Gondemaria | População da freguesia de Gondemaria | População da freguesia de Gondemaria | População da freguesia de Gondemaria | População da freguesia de Gondemaria | População da freguesia de Gondemaria | População da freguesia de Gondemaria | População da freguesia de Gondemaria |
| ------------------------------------ | ------------------------------------ | ------------------------------------ | ------------------------------------ | ------------------------------------ | ------------------------------------ | ------------------------------------ | ------------------------------------ | ------------------------------------ | ------------------------------------ | ------------------------------------ | ------------------------------------ | ------------------------------------ | ------------------------------------ | ------------------------------------ |
| 1864                                 | 1878                                 | 1890                                 | 1900                                 | 1911                                 | 1920                                 | 1930                                 | 1940                                 | 1950                                 | 1960                                 | 1970                                 | 1981                                 | 1991                                 | 2001                                 | 2011                                 |
|                                      |                                      |                                      |                                      |                                      |                                      | 1 184                                | 1 249                                | 1 508                                | 1 484                                | 1 356                                | 1 020                                | 1 166                                | 1 280                                | 1 175                                |

Criada pelo decreto-lei nº 15.226, de 21/03/1928, com lugares das freguesias de Olival, Ourém e Vila Nova de Ourém
| Distribuição da População por Grupos Etários | Distribuição da População por Grupos Etários | Distribuição da População por Grupos Etários | Distribuição da População por Grupos Etários | Distribuição da População por Grupos Etários | Distribuição da População por Grupos Etários | Distribuição da População por Grupos Etários | Distribuição da População por Grupos Etários | Distribuição da População por Grupos Etários | Distribuição da População por Grupos Etários |
| -------------------------------------------- | -------------------------------------------- | -------------------------------------------- | -------------------------------------------- | -------------------------------------------- | -------------------------------------------- | -------------------------------------------- | -------------------------------------------- | -------------------------------------------- | -------------------------------------------- |
| Ano                                          | 0-14 Anos                                    | 15-24 Anos                                   | 25-64 Anos                                   | > 65 Anos                                    |                                              | 0-14 Anos                                    | 15-24 Anos                                   | 25-64 Anos                                   | > 65 Anos                                    |
| 2001                                         | 203                                          | 214                                          | 635                                          | 228                                          |                                              | 15,9%                                        | 16,7%                                        | 49,6%                                        | 17,8%                                        |
| 2011                                         | 173                                          | 138                                          | 619                                          | 245                                          |                                              | 14,7%                                        | 11,7%                                        | 52,7%                                        | 20,9%                                        |

Média do País no censo de 2001:  0/14 Anos-16,0%; 15/24 Anos-14,3%; 25/64 Anos-53,4%; 65 e mais Anos-16,4%
Média do País no censo de 2011:   0/14 Anos-14,9%; 15/24 Anos-10,9%; 25/64 Anos-55,2%; 65 e mais Anos-19,0%